# Pauliceia Desvairada
Pauliceia Desvairada é uma coleção de poemas de Mário de Andrade, publicada em 1922. Foi a segunda coleção de poesia de Andrade e a mais polêmica e influente. O uso livre da métrica por Andrade introduziu ideias modernistas europeias revolucionárias na poesia brasileira, que antes era estritamente formal.

## Composição
"Pauliceia " é o apelido de São Paulo, cidade natal de Andrade e cidade em que o livro foi publicado. Nos poemas individuais da coleção, Andrade ocasionalmente se refere à cidade como "Pauliceia". A tradução de Jack E. Tomlins, a única em inglês, é intitulada Hallucinated City. A coleção se passa em São Paulo e está ligada à cidade de inúmeras formas, tanto artística quanto historicamente. Ela nasceu diretamente das experiências de Andrade no centro da cena artística de São Paulo no ano que antecedeu a 1922, o divisor de águas do movimento modernista brasileiro do qual Andrade foi a principal figura literária. Na mitologia do livro que o próprio Andrade criou, surgiu de uma experiência transcendentemente alienante que Andrade teve em 1920: a raiva de sua família por ter comprado uma (na visão deles) uma escultura blasfema de Victor Brecheret. Não há dúvida de que Brecheret e os demais jovens artistas e escritores do círculo de Andrade - principalmente Oswald de Andrade, Anita Malfatti, Emiliano Di Cavalcanti e Menotti del Picchia - influenciaram o desenvolvimento do livro. Foi escrito, como a obra-prima modernista paralela The Waste Land, ao contrário: Andrade explica no prefácio que ele começou com uma obra muito longa, escrita apressadamente e um tanto desestruturada que foi gradualmente reduzida ao seu estado final.

## Estrutura e abordagem
O livro é composto por 22 poemas curtos, cada um uma imagem única de um segmento da vida de São Paulo, seguido de um longo poema "As Enfibraturas do Ipiranga", descrito como "Um Oratório Profano" e completo com instruções de palco específicas, mas impossíveis: "Todos os 550 000 cantores rapidamente pigarreiam e respiram profundamente" (81). Andrade leu vários desses poemas durante a Semana de Arte Moderna, em fevereiro de 1922, que ele organizou em colaboração com Di Cavalcanti, Malfatti, e vários outros. Ele também leu um ensaio, escrito depois que os poemas foram concluídos, descrevendo sua base teórica em retrospecto; este ensaio foi publicado como uma introdução à coleção, com o título irônico de "Prefácio Extremamente Interessante". O tom é irreverente e combativo e o ensaio traça um uso livremente musical dos versos.
Os poemas, que não apresentam métrica regular nem rima e que não são escritos principalmente em frases completas, mas em frases curtas e rítmicas, foram recebidos com vaias na leitura inicial, embora muitos na plateia ainda reconhecessem seu significado. Na forma, eles são totalmente novos; no tema eles podem ser eufóricos ou extremamente queixosos, preocupados com os cantos menos glamorosos da cidade, de uma forma que era totalmente nova para a poesia brasileira. "Tristura" começa:

Profundo. Imundo meu coração.
Olha o edifício: Matadouros da Continental.
Os vícios viciaram-me na bajulação sem sacrifícios.
Minha alma corcunda como a avenida São João.

## Dedicação
Publicado no final do mesmo ano da Semana de Arte Moderna, o sentido militante de inovação artística do livro está em primeiro plano, do início ao fim. A dedicatória é ao próprio Mário de Andrade e começa:
Amado Mestre,
Nas muitas e breves horas que me fez passar ao seu lado, muitas vezes falou da sua fé na arte livre e sincera; e recebi a coragem da minha Verdade e o orgulho do meu Ideal não de mim mesmo, mas de sua experiência. Permita-me agora oferecer-lhe este livro que me veio de você. Por favor, Deus, que você nunca se irrite com a dúvida brutal de Adrien Sixte...
Respondendo ao apelo poético tradicional às musas clássicas e a Deus, Andrade coloca ambos dentro de si, e se pergunta para não sofrer a dúvida de Adrien Sixte, personagem de um romance de Paul Bourget, Le Disciple, que, como professor de filosofia, argumenta calma e racionalmente em favor do positivismo e do naturalismo sem admitir o pessimismo absoluto dessas ideias em sua própria vida tranquila, até que um estudante, levando-as talvez mais a sério do que ele, age sobre elas severamente e alguém morre. Para Andrade, ser Mário de Andrade significava nunca desistir da severidade das suas convicções.